# 三峡大坝防洪能力报导争议

三峡新闻事件邮件截图。图中红色及蓝色线条为原始图片，并非后期加工而成。

三峽大壩防洪能力報導爭議事件是指在2003年至2010年間，中國大陸媒體報導再三降低三峽大壩的防洪能力，遭民眾前後對比後，產生強烈社會反響的事件。
大坝本身存在多种争议，关于大坝防洪能力的争议早已存。2003年时，即有三峡大坝防洪库容争议。出现降低防洪限制水位，增加防洪库容的说法。另一方面，中国社会长期存在大坝溃坝、毁灭下游的担忧。

## 原始新聞資料
2010年7月20日各大媒体发表了新闻《长江水利委：不能把希望都寄托在三峡大坝上》
一文后，公众对于长江三峡大坝的历史新闻进行了搜索，并整理如下：
- 2003年6月1日，《三峡大坝固若金汤，可以抵挡万年一遇洪水》；[3]
- 2007年5月8日，《三峡大坝 今年起可防千年一遇洪水》；[4]
- 2008年10月21日，《三峡大坝可抵御百年一遇特大洪水》；[5]
- 2010年7月20日，《长江水利委员会：不能把希望都寄托在三峡大坝上》[2]
  - 报道来源于中国中央电视台7月19日的《新闻1+1》。节目中，评论员白岩松转述长江水利委员会主任蔡其华的观点。白岩松：首先我们回忆1998年洪水的时候……所以有两点，长江水利委的主任蔡其华，一是她说到了，今年不能把全部的希望都寄托到三峡大坝上，因为想要完成任务，它得达到175米的高程，但是底下还有很多人没移走。另一个就是不能走人海战术，不能被动[6]。当年10月26日，三峡大坝试验性蓄水才首次达到175米最终水位。

## 事件經過
有网友将此类新闻网页截图并组合后，通过电子邮件互相发送，也有人将此类新闻整理并发表评论。
根据有關历史新闻所撰写的评论，以及据此制成的邮件在中国大陆地区公众之间流传较为广泛，甚至存在不同版本的但内容类似的新闻网页截图。此事件在公众間引起一定的爭議。然而关于防洪能力的各种说法，并非完全按照递减顺序出现的。例如，新华社曾在2006年5月15日发表新闻《三峡工程使长江中下游防洪标准提高到“百年一遇”》，此说法比前面提到的千年一遇标准说法，出现时间更早。再例如2006年5月20日的新闻《三峡大坝可抵御万年一遇洪水》中也提到：
郑守仁昨日指出，三峡大坝建成后，其防洪能力将提高到百年一遇，并且三峡大坝的设计防洪能力是按照1000年一遇的防洪标准设计，即使真的遇到万年一遇的特大洪水，三峡大坝依然可通过有关辅助措施予以抵御。
该事件出现的当天（2010年7月21日），随即有人認為该事件应当为斷章取義的一误读事件，隔天媒体亦对此作出相应。

## 官方說法
根据相关文章有關內容，所谓“可以抵挡萬年一遇洪水”是指坝体设计的泄洪能力，在萬年一遇的洪水冲击下，主体结构不会受到影响。而后面的可以满足千年一遇、百年一遇防洪标准等说法，是以洪水前库容余量来确定的。其中的千年一遇是指“当千年一遇的洪水来临之际，大坝的各种运行指标都不会受到影响”。而百年一遇是指在该情况下，可以保障下游河段的安全。例如在坝前水位降至约147.5米的情况下，可以满足千年一遇的防洪度汛标准。此时若遇上千年一遇级别的洪水，可以通过每秒泄洪8万立方米每秒，控制水库最高水位175米，来保证下游最高水位不超过45米，以度过汛期。汛期前的儲水操作下，坝前水位越高，可满足的防洪标准越低，降到十年百年也是可以說得通的。

## 备注
1. ↑  8万立方米每秒的流量高于，1998年长江洪灾最峰——98长江六号洪峰，宜昌站流量6.36万立方米每秒。低于长江水利委员会对长江历史最大洪水——1870年长江洪水的推算，宜昌站流量10.5万立方米每秒。

## 相关
- 三峡大坝溃坝假设
- 三峡大坝变形争议